# 马克伯国
馬克伯國（德語：Grafschaft Mark）是神圣罗马帝国下萊茵-威斯特法倫行政圈内的一个伯国和帝國政治體。其领地范围包括鲁尔河两岸，沿福爾默河和倫訥河地区。它是神圣罗马帝国在威斯特法伦最重要和最有势力的一个诸侯。
「馬克」這個名稱源自於現今德國北萊茵-威斯特法伦聯邦州，鲁尔河南岸的梅基施縣地區。這區的北半部（利珀河以北）現今仍被稱為（「上馬克」），而以前的「下馬克」地區（鲁尔河和利珀河之間的地區）則大部分融入了現今的鲁尔區。

## 地理
馬克伯國的面积共3000平方公里左右，領地從利珀河至阿格河（北至南）及蓋爾森基興至巴特薩森多夫（西至東）之間延伸大約75公里。從東至西流過的鲁爾河將伯國分成兩片區域: 北部是肥沃的低地光明之路盆地；南部是蘇德爾高原丘陵地區（紹爾蘭地區）。在南北方向，倫訥河穿過伯國的南部地區。倫訥河下游地區是林堡-霍恩林堡伯國（1243年–1808年），是貝格伯国的領地。
馬克伯爵家族拉馬克家族最初的所在地是位於紹爾蘭地區的阿爾特納城堡，1220年代搬到哈姆附近的「馬克城堡」。伯國與與西雷克林豪森、多蒙特伯國、明斯特主教采邑、林堡伯國、維爾登修道院和埃森修道院接壤。

## 紋章
伯國的紋章是「金色盾牌上以紅銀方格組成三條橫條」。自1226年以來，哈姆就使用了這個紋章。該地區的許多其他地方都在紋章中使用了紅白相間的方格圖案，以此作為源自伯國或其奠基者的憑據。

## 歷史

馬克伯國紋章

馬克伯爵最初屬於貝格伯爵位於阿爾特納的旁系，1160年以「貝格-阿爾特納伯爵」的名義出現。大約於1198年伯爵腓特烈一世購買了「馬克-奧伯霍夫」（Mark Oberhof），是科隆大主教海因斯貝格的腓特烈下屬，盧登堡男爵的一塊教會土地（Feldmark）。在這裡，伯爵腓特烈一世下令建造馬克城堡（Burg Mark）作為新「馬克伯爵」的住所。附近的哈姆鎮由他的兒子阿道夫一世於1226年建立，它很快成為伯國內最重要的定居點，並經常被用作伯爵的住所。
在1288年瓦林根戰役中，馬克伯爵埃伯哈德一世站在布拉班特公爵若望一世和貝格伯爵阿道夫五世一邊並肩作戰，反抗他的領主，名義上的威斯特法倫公爵，科隆大主教韋斯特堡的西格弗里德二世。隨著布拉班特公爵及其盟友的勝利，馬克伯爵領在威斯特法倫南部取得了至高無上的地位，並獨立於科隆大主教。馬克伯國的領土長期以來僅限於魯爾河和利珀河之間的土地（「下馬克」）。北部的新領土（「上馬克」）是在十四世紀與明斯特采邑主教區的戰爭中獲得的。
1332年，伯爵阿道夫二世迎娶了克萊沃伯爵迪特里希八世的女兒瑪格麗特。1368年，迪特里希八世的兄弟，克萊沃伯爵約翰逝世無嗣。阿道夫的小兒子阿道夫三世因而獲得了萊茵河西岸的克萊沃伯國。1391年，阿道夫三世也從他的哥哥英格爾貝特三世那裡繼承了馬克伯國，並於1394年將兩個伯國合併為「克萊沃-馬克」。

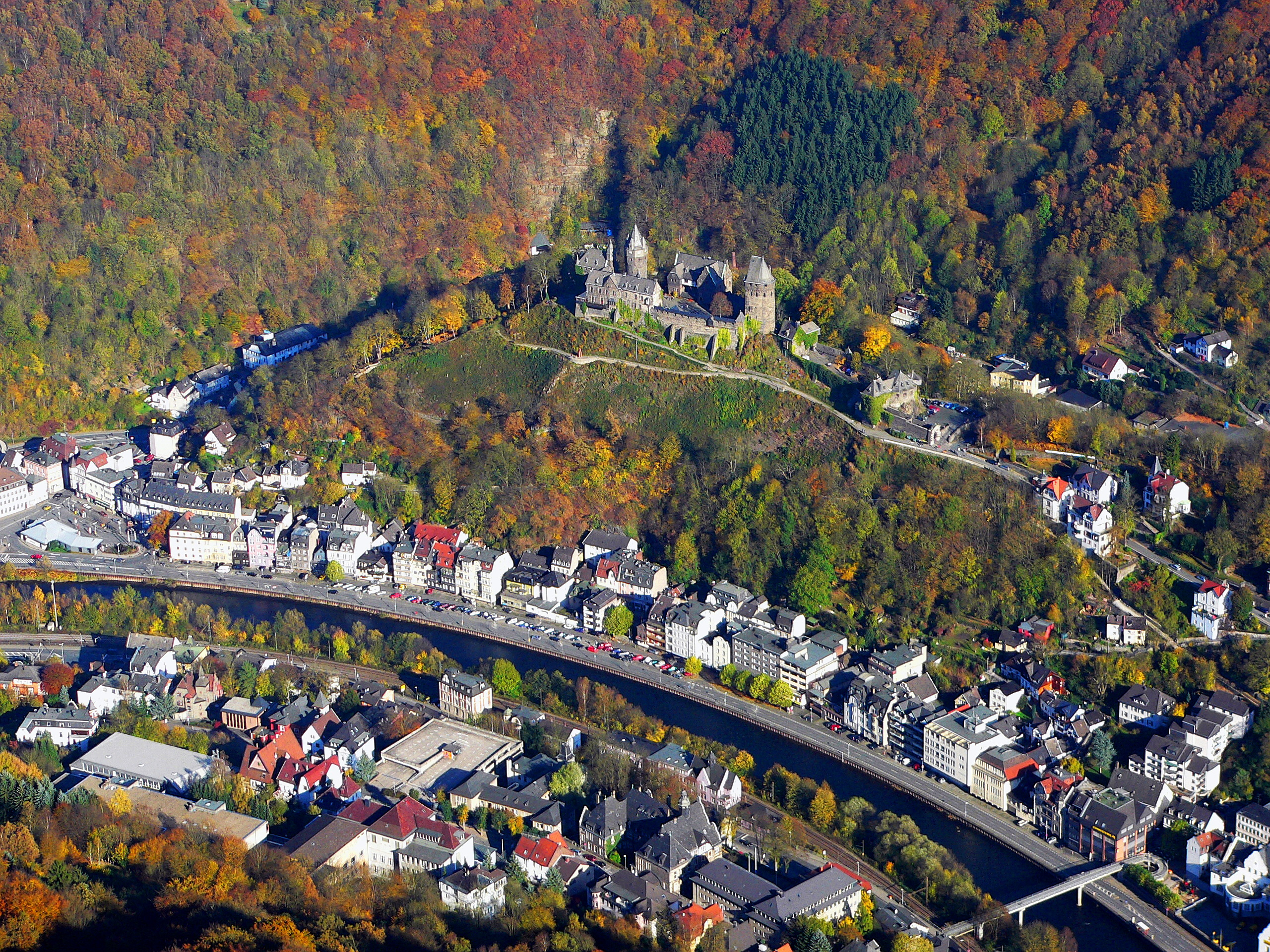
阿爾特納阿爾特納城堡和倫訥河景觀

1509年，克萊沃-馬克的繼承人約翰三世與于利希-貝格公爵威廉四世的女兒瑪麗亞結婚。1511年，約翰三世繼承了他岳父的于利希-貝格，並於1521年從父親處繼承了克萊沃-馬克，組成了于利希-克萊沃-貝格聯合公國的共主邦聯。約翰三世統一了現今北萊茵-威斯特法倫聯邦州內除主教采邑領地以外的所有領土。于利希-克萊沃-貝格王朝於 1609年滅絕，當時精神失常的最後一位公爵約翰·威廉去世。馬克、克萊沃和拉文斯貝格於1614年簽訂的克桑滕條約（1666年才普遍獲各方接受）中被授予勃蘭登堡選帝侯約翰·西吉斯蒙德。1701年後，馬克隨之成為普魯士王國的一部分。
1807年，根據提爾西特條約，馬克伯國從普魯士移交給了法國。1808年拿破崙將馬克伯國給予獲提升的貝格大公國，隨後貝格大公國又根據法國行政區劃被分為四個省份。馬克屬於魯爾省，直到1813年法國政權崩潰，馬克才回歸普魯士手中。
1815年4月30日的普魯士行政區劃改革中，將馬克置於威斯特法倫省阿恩斯貝格行政區之內。直到1918年，霍亨索倫王朝的普魯士君主一直是「普魯士馬克伯國」的伯爵。「馬克伯國」不再有任何官方含義，但仍然被用來代表北萊茵-威斯特法倫的地區。

## 馬克伯爵列表

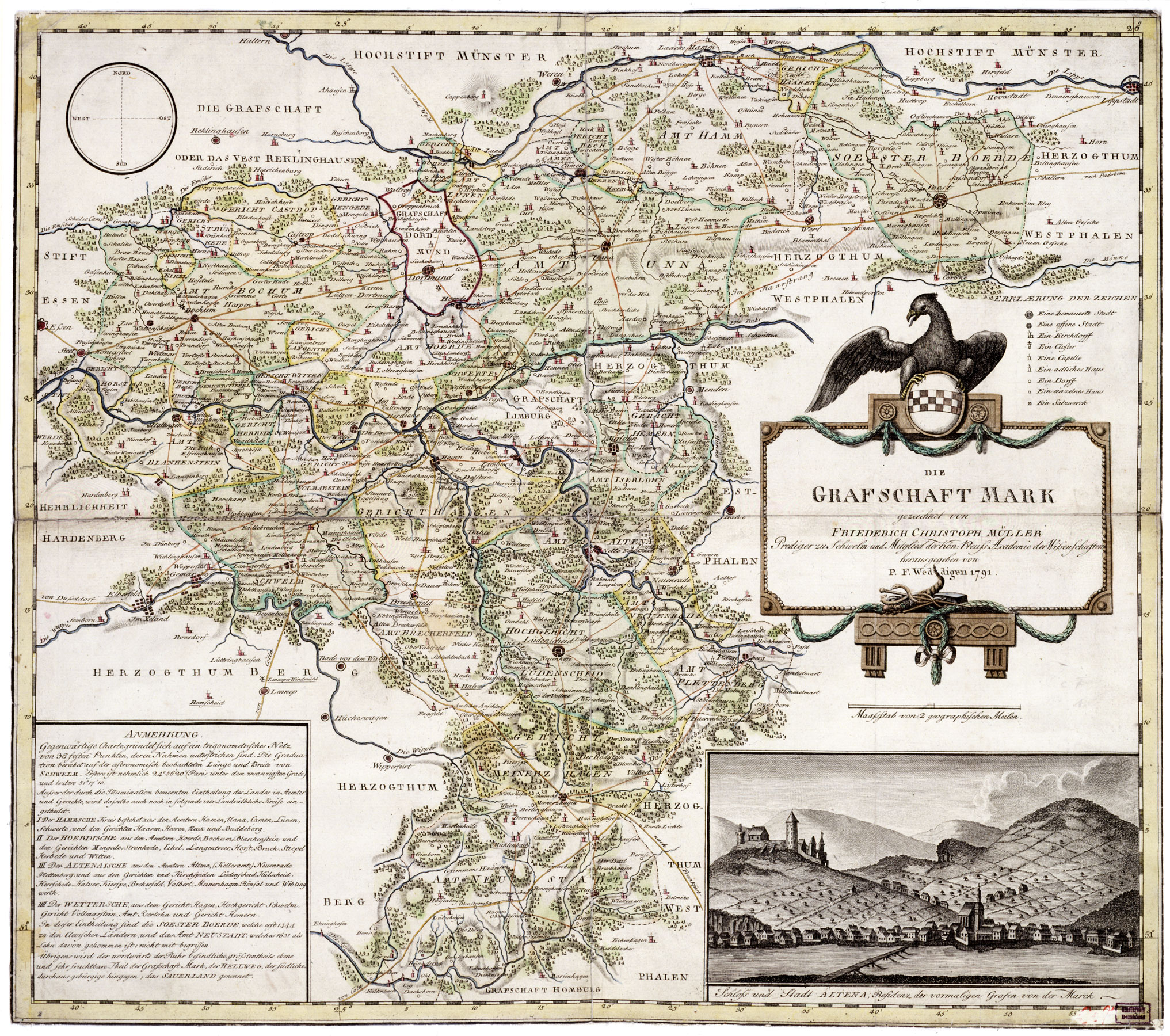
1791年绘制的马克伯国地图

拉馬克家族是貝格王朝的一個支系。貝格家族的另一條倖存世系（更高級但在歐洲歷史上不那麼突出）成為埃森伯格伯爵，亦是後來的林堡伯爵和林堡-施蒂魯姆伯爵。
- 1160年–1180年 埃伯哈德一世（英语：Eberhard I, Count of Berg-Altena），貝格-阿爾特納伯爵，貝格伯爵阿道夫四世之子（英语：Adolf IV, Count of Berg）
- 1180年–1198年 腓特烈一世，貝格-阿爾特納伯爵，埃伯哈德一世之子
- 1198年–1249年 阿道夫一世，腓特烈一世之子。1202年起成為家族首位伯爵自稱為馬克伯爵；他幾乎不使用「貝格-阿爾特納伯爵」的頭銜。
- 1249年–1277年 英格爾貝特一世
- 1277年–1308年 埃伯哈德一世
- 1308年–1328年 英格爾貝特二世
- 1328年–1347年 阿道夫二世
- 1347年–1391年 英格爾貝特三世
- 1391年–1393年 阿道夫三世，英格爾貝特三世兄弟，自1368年起亦是克萊沃伯爵，前明斯特主教及科隆大主教
- 1393年–1398年 迪特里希（英语：Dietrich, Count of the Mark）
- 1398年–1448年 阿道夫四世，阿道夫三世之子，1394年-1417年亦是克萊沃伯爵，1417年-1448年為克萊沃公爵
- 1437年–1461年 格哈德，阿道夫四世兄弟，阿道夫四世在馬克伯國內的攝政，不被容許自行使用馬克伯爵的頭銜。
- 1448年–1481年 約翰一世，阿道夫四世之子，自1448年亦是克萊沃公爵
- 1481年–1521年 約翰二世，約翰一世之子，亦是克萊沃公爵
- 1521年–1539年 約翰三世，約翰二世之子，1511年起亦是于利希-貝格公爵
- 1539年–1592年 威廉，約翰三世之子，亦是于利希-貝格公爵，1538年–1543年亦是海爾德公爵
- 1592年–1609年 約翰·威廉，威廉之子，亦是于利希-貝格公爵

### 霍亨索倫家族
- 1614年–1619年 約翰·西吉斯蒙德
- 1619年–1640年 格奧爾格·威廉，約翰·西吉斯蒙德之子
- 1640年–1688年 腓特烈·威廉一世，格奧爾格·威廉之子
- 1688年–1713年 腓特烈一世，腓特烈·威廉一世之子，自1701年起為「在普魯士的國王」
- 1713年–1740年 腓特烈·威廉一世，腓特烈一世之子，在普魯士的國王
- 1740年–1786年 腓特烈二世，腓特烈·威廉一世之子，自1772年起為「普魯士國王」
- 1786年–1797年 腓特烈·威廉二世，腓特烈二世外甥，普魯士國王
- 1797年–1807年 腓特烈·威廉三世，普魯士國王

1807年根據提爾西特條約，馬克伯國被割讓予法國，併入貝格大公國

## 延伸閱讀
- Julius Menadier: Die Münzen der Grafschaft Mark. Dortmund 1909.
- Aloys Meister: Die Grafschaft Mark, Festschrift zum Gedächtnis der 300-jährigen Vereinigung mit Brandenburg-Preußen. 2 Bde., Dortmund 1909.
- Margarete Frisch: Die Grafschaft Mark. Der Aufbau und die innere Gliederung des Gebietes besonders nördlich der Ruhr. Aschendorff, Münster in Westfalen 1937.
- Margret Westerburg-Frisch (Hrsg.): Die ältesten Lehnbücher der Grafen von der Mark (1392 und 1393). Veröffentlichungen der Historischen Kommission Westfalens, Bd. 28: Westfälische Lehnbücher, Bd. 1, Münster in Westfalen 1967.
- Uta Vahrenhold-Huland: Grundlagen und Entstehung des Territoriums der Grafschaft Mark. Dortmund 1968.
- Norbert Reimann: Die Grafen von der Mark und die geistlichen Territorien der Kölner Kirchenprovinz (1313–1368). Historischer Verein, Dortmund 1973.
- Ernst Dossmann: Auf den Spuren der Grafen von der Mark. Mönnig, Iserlohn 1983, ISBN 3-922885-14-4.
- Oliver Becher: Herrschaft und autonome Konfessionalisierung. Politik, Religion und Modernisierung in der frühneuzeitlichen Grafschaft Mark. Klartext-Verlag, Essen 2006, ISBN 3-89861-512-X.
- Stephanie Marra: Grafen von der Mark, Herzöge von Kleve-Mark und Jülich-Kleve (Hof). In: Werner Paravicini (Hrsg.): Fürstliche Höfe und Residenzen im spätmittelalterlichen Reich, Bd. 3, Thorbecke, Ostfildern 2007, ISBN 3-7995-4522-0. online Text

## 外部連結
- 1418年–1816年貝格公國及馬克伯國法令
- 1789年的馬克伯國地圖 （页面存档备份，存于）

51°40′25″N 7°48′57″E / 51.67361°N 7.81583°E